# Регулярные каноники
Регулярные каноники (лат. canonici reguläres) — изначально монашеские общины каноников, после григорианских реформ также монашеские конгрегации и ордена, принявшие устав святого Августина. Регулярные каноники святого Августина является общим названием конгрегаций, входящих в Конфедерацию регулярных каноников.
1059 год считается официальной датой возникновения движения регулярных каноников. Ранее канонически непризнанные объединения епархиального духовенства стали формировать свою духовную жизнь на основе устава святого Августина. В 1105 году группа католических священников открыла приход на Латеране, вокруг которого стала формироваться первая община монашеской конгрегации латеранских каноников. В развитии практики применения обновлённого Ахенского устава значительную роль сыграли Пётр Дамиани (ум. 1072), Иво Шартрский (ум. 1115) и Герхох Райхерсбергский (ум. 1169). Общины регулярных каноников, действующие на основании устава святого Августина, организовывались при храмах, часовнях и монастырях, что приводило к появлению различных форм организации монашеского общежития. В дальнейшем, на основе общности конституций группы регулярных каноников объединялись в конгрегации. На Четвёртом Латеранском соборе в 1215 году каноникам было предписано, подобно бенедиктинцам, раз в три года проводить региональные капитулы, однако такая практика не прижилась. В 1339 году различные дисциплинарные вопросы были урегулированы буллой «Ad decorem Ecclesiae» папы Бенедикта XII. В 1544 году папа Пий IV признал общину в Латеране примером для остальных групп епархиальных священников. С этого года началось постепенное объединение в единую структуру независимых объединений епархиальных священников, которая стала называться «Конгрегация Регулярных каноников святого Августина». Часть не вступивших в эту конгрегацию общин епархиальных священников со временем стала основой появления новых конгрегаций и орденов (например, норбертины, Орден Святого Гроба Господня).
В некоторых странах были организованы провинции регулярных каноников. 25 мая 1959 года апостольским посланием «Caritas Unitas» папы Иоанна XXIII была образована Конфедерация каноников, объединяющая различные группы священников, называющих себя канониками.

## Историческое развитие

### Ранние общины каноников
Для апостольских времён и периода до Константина Великого подтверждения фактов коммунальной жизни священников в письменных источниках крайне скудны. Явные свидетельства относятся ко второй половине IV века и связаны с монашеской жизнью священников епархий епископов Евсевия в Верцеллах и Августина в Гиппоне. Утверждалось, что они избрали для себя общинную форму жизни в монашеской бедности, но без мешающего пастырской деятельности аскетизма. Дальнейшие сведения о развитии института общин священников достаточно скудны. Имущественным и организационным вопросам жизни священников посвящены каноны ряда соборов, состоявшихся в VI—VII в государстве Меровингов и королевстве вестготов. Представители возникших при кафедральных соборах общин каноников, участвуя в проводимых епископми богослужениях, играли значительную роль в религиозной жизни своих городов. В качестве награды члены кафедрального капитула стали получать материальное вознаграждение, первоначально выплачиваемое только тем, кто не имел собственных средств или пожертвовал своё имущество церкви. Помимо канонов соборов, устава святого Августина и ряда мест из Деяний Апостолов, каноники в свой жизни также руководствовались указаниями из трудов Юлиана Померия (ум. ок. 500), Цезария Арелатского (ум. 541) и Исидора Севильского (ум. 641). Исторические сведения о совместной жизни священников также скудны. Несколько упоминаний приводится в хронике Григория Турского, рассказывающего, в частности, о том, как епископ Баудинус (ум. 552) ввёл совместную трапезу (mansa canonicorum). Поскольку всегда существовала тесная связь священников с монашескими кругами, использовался также устав святого Бенедикта.
Возникшие в разных городах общины священников в разной степени следовали идеалам совместной безбрачной жизни. Постепенно нравственность и дисциплина среди священников пришла в упадок, для преодоления которого в Средние века было создано несколько уставов. Правила Хродеганга рекомендовали отказ от недвижимого имущества в пользу церкви и требовали соблюдения постов практически так же строго, как было принято у монахов. Ахенский устав 816 года был менее строг и допускал личную собственность. Развитие системы бенефициев и получение членами капитула пребенд привели к упадку нравственности каноников и породили в церкви движение за духовное возрождение.
Терминология, связанная с живущими общинами священников, складывалась постепенно. Канониками (canonicus, мн.ч. canonici) называли тех, кто живёт согласно канонам, то есть принятым соборами или папой решениям. После появления правил для духовенства, следующих им священников стали называть clerici canonici, clerici regulares или clerici canonici regulares. Монахов, которые также следовали уставам, продолжили называть monachi. Тех, кто продолжил следовать изначальному Ахенскому уставу, стали называть секулярными канониками, а принявших монашеские обеты бедности — регулярными канониками.

### Движение за реформу
Историки средневековой духовности согласны с тем, что в период между 1050 и 1215 годами в Западной Европе произошли фундаментальные изменения в понимании базовых идей христианской жизни. Протестуя против обмирщения церкви, реформаторы были убеждены в том, что Христос желает от своих последователей не только служения ему и не совершения дурных поступков, но и активной любви к ближним и заботы о них. Исследователи связывают распространение таких идей с деятельностью проповедников XII века Виталия из Савиньи, Норберта Ксантенского, Петра Вальдо и Франциска Ассизского. Мотивы, которыми руководствовались первые регулярные каноники, заявлены в хартиях их общин. Основатели аббатства Сен-Руф близ Авиньона в 1039 году заявляли, что епископы добиваются своих должностей ради мирских, а не духовных благ, забывая о своих обязанностях. Нередко каноники поселялись в заброшенных обителях, как это было в случае одного из первых во Франции домов регулярных каноников, основанного в Париже как аббатство Сен-Мартен-де-Шам около 1060 года на месте «разрушенной тираническим безумием» церкви. Несколько таких общин в 1060-х годах основали епископ Камбре Либерт, архиепископ Реймса Жерве де Беллем и королева Анна Ярославна. Тенденция передавать каноникам заброшенное или попавшее в неправедные руки имущество существовала и позднее. Многие общины каноников, разочаровавшись в излишне «разрозненной и свободной жизни» по Ахенскому уставу просили разрешения у церковных властей перейти на устав святого Августина, с тем, чтобы жить «общиннее и теснее» (communiter et claustrliter).
Начало институциональному оформлению движения регулярных каноников было положено на Латеранском соборе 1059 года. Вопрос об образе жизни каноников поставил кардинал Гильдебранд (будущий папа Григорий VII), возмущённый тем, что некоторые известные ему клирики, желавшие жить по заветам древней Церкви, отступились от праведной жизни в силу отдельных частных положений (peculiaritas) Ахенского устава. По инициативе кардинала и при поддержке папы Николая II ряд спорных глав устава были рассмотрены и осуждены. Таковыми были признаны разделы, допускающие сохранение клириками личной собственности, а также нормы выделения продуктов питания священникам — четыре фунта хлеба и шесть мер вина, не соответствующие принципам христианской умеренности. Также был подвергнут общий авторитет устава, поскольку инициатором его создания был король Людовик Благочестивый, с точки зрения церкви обычный мирянин. Непосредственно в ходе собора 1059 года не были приняты новые руководства, а Ахенский устав не был отменён. В энциклике «Vigilantia universalis» папа лишь подтвердил, что клирики должны вести совместную жизнь в отношении питания, сна и владения собственностью своих церквей. На владение личной собственностью запрет не налагался, но давалась рекомендация стремиться к большему соответствию образцам апостольской жизни (vita apostolica). Тем не менее, в соборное решение было включено разрешение на формирование новых объединений ради ведения «апостольской жизни». Данное решение было подтверждено на Латеранском соборе 1063 года и решениями последующих понтификов.
Идеи Гильдебранда поддержал другой известный реформатор, Пётр Дамиани из монастыря Фонте Авеллана. Будучи сторонником целибата и независимости церкви, он написал несколько трактатов с нападками на сохранявших собственность каноников. В адресованном каноникам собора Фано трактате «De communi vita canonicorum» (1051), Дамиани доказывал, что сохранение собственности не совместимо со званием клирика, по своей природе отрешившегося от мира. По мнению монаха, не может быть живущих не по уставу каноников, и невозможна апостольская жизнь в обладании богатствами. Написанный в 1065—1066 годах трактат «Contra clericos regulares proprietarios» Дамиани продолжает полемику с теми канониками, которые находят обоснование в Писании обладанию собственности, ссылаясь на проповедь Августина «De moribus clericorum», труды Иеронима Стридонского и Проспера Аквитанского. Как отмечает Дж. Дикинсон, Августин не является ещё для Дамиани непререкаемым авторитетом в вопросе о регулярных канониках, и он не упоминает об уставе, носящем имя гиппонского епископа.

### Священники или монахи?
Между регулярными канониками и монахами существовали формальные различия: первые следовали уставу святого Августина, вторые — уставу святого Бенедикта, первые были священниками, вторые нет. В то же время между обоими группами существовало значительное сходство в образе жизни и духовности, отдельные группы каноником могли практиковать аскетизм, а некоторые из монахов выступали с проповедями. Чёткого разграничения между обоими духовными стезями не было и в Средние века, в результате чего в середине XI века развернулась активная полемика относительно достоинств священства и монашества.

## Историография
До середины XX века регулярные каноники, то есть живущее совместно согласно определённым правилам духовенство, редко становились предметом научного интереса. Существует несколько историографических подходов, объясняющих появление и распространение общежития духовенства. Согласно основному нарративу, развиваемому преимущественно авторами-августинцами, традиция совместного проживания и совместного владения имуществом существовала ещё в раннем христианстве, постепенно развивалась, и была окончательно упорядочена в ходе реформ папы Григория VII. Теоретики канонического движения доказывали его древность, прослеживая его истоки даже ранее Августина, к временам апостолов, находя свидетельства коммунальной жизни священников в их «Деяниях» или даже, как Летберт из Сен-Руфа, возводя к левитам. Ансельм Хафельбергский в 1118 году писал о переходе из регулярного каноника в монахи как о «нисхождении», а Арно Рейхерсбергский доказывал, что каноники превосходят монахов в силу своей «умеренности». В полемике с монахами каноники называли жизнь в монастырях угнетающей и препятствующей проповеди христианства. Из более поздних авторов таких взглядов придерживался Евсевий Аморт, автор первого исследования о регулярных и секулярных канониках («Vetus disciplina canonicorum regularium et saecularium», 1747).
Историки, принадлежавшие к монашеской (бенедиктинской) исторической традиции (Д. Ноулз, Дж. Зигварт) не признают за раннехристианским духовенством строгого следования принципам монашеского общежития, и полагают правила епископа Хродеганга Мецкого («Regula Canonicorum», ок. 755) первой попыткой их систематически ввести. Средневековые монастырские богословы (Гуго Руанский, Руперт из Дёйца, Пётр Дамиани) полагали, что монахи благодаря святости своей жизни являются лучшими проповедниками. Григорианские реформы историками-бенедиктинцами рассматриваются как нововведения. Некоторые из них идут ещё дальше, и подвергают сомнению аутентичность устава Святого Августина. Согласно третьей интерпретации, которой обычно придерживаются светские и не-католические авторы, священники с ранних времён жили в своих домах с детьми и жёнами. Соответственно, уже правила Хродеганга были инновацией и нарушением прежних свобод духовенства. О том, что «общая жизнь» чужда Англии и является римским изобретением писал в XII веке Вильям Мальмсберийский. Действительно, общепризнанно, что до реформ духовенство не знало целибата.
Современный этап в изучении регулярных каноников отсчитывают от работ 1940—1950-х годов Ш. Дерейна (Charles Dereine), после чего изучение «духовности каноников» стало интенсивно развиваться. С развитием экуменистического движения в следующем десятилетии интерес к проявлениям духовности в рамках отдельных религиозных движений уменьшился.

## Основные конгрегации каноников
- Регулярные каноники святого Руфа[фр.] (1039—1772)
- Регулярные каноники Конгрегации святых Николая и Бернарда[фр.] (середина XI века — н. в.)
- Регулярные каноники Швейцарской конгрегации святого Маврикия из Агоне[фр.] (с IX века)
- Латеранские каноники
- Регулярные каноники святого Августина Конгрегации из Виндесхейма[англ.]
- Конгрегация каноников святого Маврикия (с 1386 года)
- Регулярные каноники Конгрегации Непорочного зачатия[фр.] (с 1866 года)
- Регулярные каноники Конгрегации святого Виктора[фр.] (с XII века)
- Орден регулярных каноников Святого Креста (с 1131 года)